# Jinan dvoulaločný na sídlišti Malešice
Jinan dvoulaločný na sídlišti Malešice, nazývaný také Jinan v Hostýnské, je soliterní významný strom jinan dvoulaločný (Ginkgo biloba L.) na sídlišti Malešice v části Strašnice v městské části Praha 10. Geograficky se také nachází v geomorfologickém celku Pražská plošina.

## Historie a popis stromu
Jinan dvoulaločný na sídlišti Malešice byl vysazen jako mladý stromek dne 18.4.1963 na počest narození Čestmíra Böhma - syna stejnojmenného majitele slavného skalničkového zahradnictví Čestmíra Böhma. Zahradnictví Čestmíra Böhma, které mělo rozlohu cca 10 ha a zaměřovalo se především na okrasné a vzácné dřeviny, bylo založeno v Malešicích v roce 1925. Zahradnictví zaniklo v roce 1961 při výstavbě malešického sídliště. Jinan je poslední připomínkou zaniklé tradice zahradnického rodu Böhmů a zachoval se protože nad ním převzal ochranu tehdejší stavbyvedoucí sídliště - pan Škoda. Podle údajů z roku 2021:
| Výška stromu:                                       | 29 m                                    |
| Obvod kmene ve výčetní výšce:                       | 1,42 m                                  |
| Ochranné pásmo:                                     | dle zákona, tj. v době vyhlášení 11,5 m |
| Datum zařazení do databáze významných stromů Prahy: | 11. června 2021                         |
| Odhadované stáří k roku 2021                        | 70 let                                  |

## Další informace
Strom je celoročně volně přístupný a je u něj umístěna informační tabule.

## Galerie

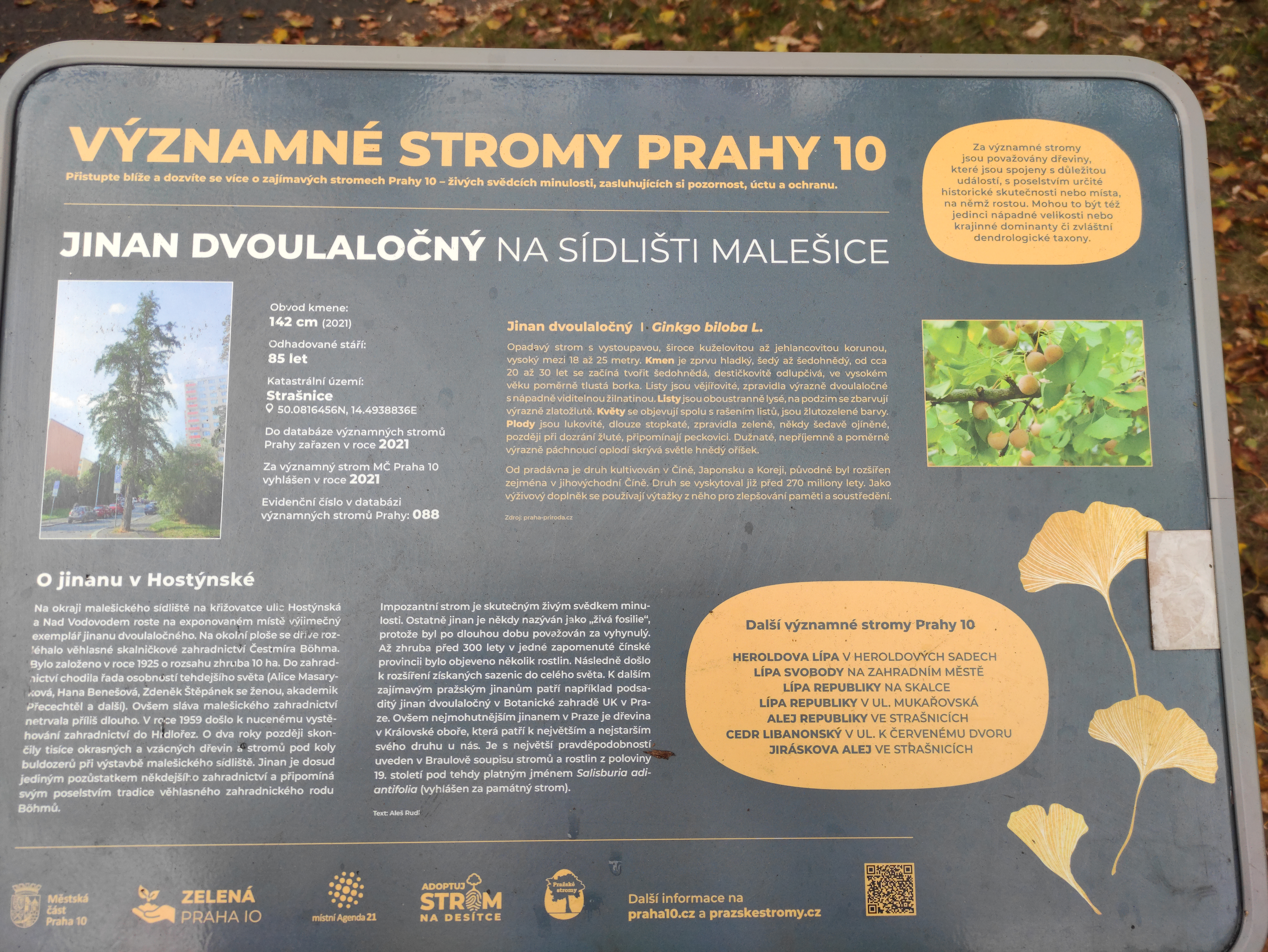
Informační panel u stromu